# Comuna Grad
Grad (Občina Grad) este o comună din Slovenia, cu o populație de 2.302 locuitori (2002).

## Localități
Dolnji Slaveči, Grad, Kovačevci, Kruplivnik, Motovilci, Radovci, Vidonci